# تالار مجازی بورس ایران
تالار مجازی بورس ایران توسط شرکت اطلاع‌رسانی و خدمات بورس وابسته به سازمان بورس و اوراق بهادار و با هدف آموزش و آشنایی علاقه‌مندان سرمایه‌گذاری در بازار بورس ایران با سازوکار مناسب سرمایه‌گذاری در بورس راه اندازی شده‌است. برای فعالیت در این تالار، کاربران نه نیاز به پول دارند و نه ضرر خواهند کرد. هدف اصلی این سامانه، آموزش عملی سرمایه‌گذاری در بورس است. قیمت‌ها، شاخص‌ها و سایر اطلاعات در تالار مجازی، واقعی و منطبق بر شرایط واقعی بازار است، به‌طوری‌که گویی کاربر واقعاً در حال سرمایه‌گذاری در بورس است.

## عملکرد تالار در یک نگاه
کاربر برای استفاده از امکانات تالار مجازی بورس ایران نخست باید در سامانه ثبت نام کند. پس از این مرحله کاربر می‌تواند وارد سامانه شود. پس از ورود کاربر به سامانه و تأیید هویت وی، به صفحه اصلی راهنمایی می‌شود. کاربر در این صفحه - که تابلوی اصلی بورس، صندوق‌های سرمایه‌گذاری، نمودار شاخص‌ها و… وجود دارد - می‌تواند به قسمت‌های مختلف سامانه دسترسی پیدا کند. طبق آمار منتشره در تارنمای این سامانه تا ۲۹ بهمن ۱۳۹۱ تعداد کل کاربران تالار مجازی بورس ایران ۱۰۳۴۱۰ تن بود.

### روال کلی کار
کاربر نخست باید در یک مسابقه ثبت نام کند. سپس می‌تواند در این مسابقه به خرید و فروش سهام و واحدهای سرمایه‌گذاری صندوق‌های سرمایه‌گذاری موجود در تابلوی اصلی بورس مبادرت کند. به این ترتیب او می‌تواند عملکرد خود را در خرید و فروش سهام و تحلیل بازار با دیگر کاربران سامانه مقایسه کند تا از این راه به مرور مهارت لازم در بازار واقعی بورس را به دست آورد. به‌طور کلی، سه نوع مسابقه در این تالار وجود دارد:
- پیش فرض،
- عمومی و
- خصوصی.

کاربر می‌تواند بسته به تمایل خود در یکی از این رقابت‌ها شرکت کند (برای اطلاع بیشتر به تارنمای این تالار مراجعه کنید).